# SolidWorks
SolidWorks 2007 е програмен продукт, който се базира на технологията хибридно параметрично моделиране и широк спектър от специализирани модули. Във версия 2007 е опровергано твърдението, че мощно програмно приложение, задължително трябва да бъде извънредно сложно, технологията SWIFT осигурява видимо повишение на производителността и едновременно опростява използването на програмата. Например, при моделиране на 3D проектантът обикновено губи ценно време. В SolidWorks 2007 е използван съвършено нов подход, в който SWIFT FeatureXpert автоматично създава нови елементи в този ред, който е необходим за коректно построяване на модели, това позволява на проектанта да отдели повече време на непосредственото проектиране на изделието, а не за подреждането на конструктивните елементи в Дървото на модела.
На SWIFT се дължи голяма част от усъвършенстванията на SolidWorks 2007, 90% от който са реализирани в съответствие с желанията на клиентите. Взети заедно, всички усъвършенствания осигуряват интуитивност и висока производителност на програмата и помагат на проектанта успешно да изпълни своята работа.
Нова мощна функция за търсене позволява на ползвателите да намерят всичко, което се отнася към тяхната работа по триизмерното проектиране и е достъпно на техния работен плот, общия файл, в системата за управление данните за продукта (PDM) с помощта на единен инструмент. Новата и лесна за използване функция за търсене поддържа най-разнообразни стандарти, включени в службата за търсене на детайли SolidWorks 3D ContentCentral. Резултатът е повече занимание с проектирането на нови изделия и загуба на минимум време при търсене на вече създадени файлове и детайли. Този инструмент ще помогне така също при търсене на ново съдържание в библиотеката на тръбопроводните елементи. Сега вече ползвателите на SolidWorks имат на разположение много по-пълна библиотека с модели.
Модулът SolidWorks Design Checker, появил се в миналогодишния SolidWorks 2006, включва нови мощни функции, позволяващи осигуряването на съответствие при стандартните чертежи, приети в организацията на всеки ползвател. Нова функция е и автоматичното коригиране и способността за „обучение“ на базата завършени чертежи. Тази функция позволява с по-малко средства да се избегне трудоемкото редактиране на чертежи.
В SolidWorks 2007 е реализирана и функцията ScanTo3D, позволяваща на ползвателя автоматично получаване на данни за проектирането, използвайки за това реални физически модели (макети от пластелин, детайли за прототипа и т.н.). За тази вградена функция има лесен за използване интерфейс на базата програма-майстор, разясняващ на ползвателя всички стъпки на процеса по 3D сканирането и импорта на данни.